# یواس‌اس انتاریو (۱۸۱۳)
یواس‌اس انتاریو (۱۸۱۳) (به انگلیسی: USS Ontario (1813)) یک کشتی بود که طول آن ۱۱۷ فوت ۱۱ اینچ (۳۵٫۹۴ متر) بود.